# Love (gruppo musicale)
Love fu un gruppo rock psichedelico statunitense fondato nel 1965 a Los Angeles, in California, ritenuto fra i più importanti del periodo e fra i precursori dell'acid rock. Il loro leader, Arthur Lee, viene considerato uno dei chitarristi più abili e originali dell'epoca.

## Storia
Esordirono con l'album Love nel 1966 che contiene una cover di Hey Joe, seguito l'anno successivo dall'album Da Capo, entrambi pubblicati dalla Elektra Records. Nel secondo album compare il brano 7 and 7 Is, che divenne un classico del genere garage rock. Nel dicembre del 1967 uscì il terzo album, Forever Changes (Elektra), considerato il loro capolavoro. Nel 1969 vennero pubblicati altri due album, Four Sail (Elektra) e Out Here (Blue Thumb). Nel 1972 Arthur Lee incise un album da solista, Vindicator (A&M Records) e un altro con Jimi Hendrix che però non venne mai pubblicato. Sempre nel 1972 venne pubblicata un'antologia del periodo 1965-68, Love Revisited. I Love si riunirono nel 1974 per pubblicare un ultimo album, Reel to Real.
Arthur Lee durante gli anni settanta e novanta continuò a suonare dal vivo e a registrare album con formazioni diverse chiamate "Love" o "Arthur Lee and Love"; nel 1992 venne pubblicato Arthur Lee And Love (New Rose).
Durante gli anni vennero pubblicati album dal vivo o antologici come Love Live - 1978 Reunion (Rhino 1982), Love Story (Rhino, 1995) e Love - The Forever Changes Concert (Snapper Music 2003).
Bryan MacLean pubblicò Ifyoubelievein (Rhino 1997).
MacLean morì nel 1998, mentre Arthur Lee nell'estate del 2006.
Nel 2014 venne pubblicato l'album Black Beauty che era stato registrato nel 1973.

## Stile musicale
I Love hanno proposto una formula sonora che combina il folk rock dei Byrds all'R&B e al beat utilizzando gli arrangiamenti e le melodie del pop. Già a partire dal secondo album Da Capo del 1966 hanno abbracciato la psichedelia: un genere che emerge chiaramente nei diciannove minuti del brano Revelation. Nonostante questa premessa, il disco non disdegna le loro radici folk rock e presenta alcune parentesi che citano il flamenco e il jazz rock. Annoverato fra i capolavori del rock psichedelico, Forever Changes (1967)  trova un equilibrio fra pop psichedelico e folk rock facendo uso di sonorità barocche e arrangiamenti raffinati.

## Formazione
- Arthur Lee (chitarra e voci)
- Ken Forssi (basso)
- Bryan MacLean (chitarra ritmica e voce)
- Johnny Echols (chitarra solista e voci).
- Michael Stuart (batteria, percussioni)
- Alla batteria Stuart si alternò con Alban "Snoopy" Pfisterer nei dischi Love, Da Capo e Forever Changes, Pfisterer suonò anche l'organo e il clavicembalo ma lasciò il gruppo dopo le registrazioni di Forever Changes. Nel disco Da Capo si aggiunse Tjay Cantrelli al sassofono e al flauto.

## Discografia

### Album in studio
- 1966 - Love
- 1966 - Da Capo
- 1967 - Forever Changes
- 1969 - Four Sail
- 1969 - Out Here
- 1971 - False Start
- 1974 - Reel to Real

### Album dal vivo
- 1980 - Love Live
- 1982 - Studio / Live
- 2003 - The Forever Changes Concert

### Raccolte
- 1995 - Love Story 1966-1972
- 2003 - The Best of Love
- 2005 - She Comes In Colors

### Singoli ed EP
- 1966 - 7 and 7 Is/No. Fourteen
- 1966 - My Little Red Book/A Message to Pretty
- 1966 - My Little Red Book/Hey Joe
- 1966 - My Little Red Book
- 1966 - 7 & 7 Is
- 1966 - Stephanie Knows Who/Orange Skies
- 1966 - She Comes In Colors/Orange Skies
- 1967 - Softly to Me/The Castle
- 1967 - The Daily Planet/Andmoreagain
- 1967 - ¡Que Vida!/Hey Joe
- 1967 - Alone Again Or/House Is Not a Motel
- 1968 - Your Mind and We Belong Together/Laughing Stock
- 1968 - Alone Again Or/Bummer in the Summer
- 1968 - Hey Joe (Love)
- 1970 - Alone Again or/Good Times
- 1970 - Stand Out/Doggone
- 1970 - The Everlasting First/Keep on Shining
- 1970 - I'm With You/Robert Montgomery
- 1970 - August/Good Times
- 1970 - I'll Pray for You/Stand Out
- 1970 - Stand Out/You Are Something
- 1971 - Keep On Shining
- 1971 - Alone Again or/My Little Red Book
- 1973 - Alone Again or/Andmoreagain
- 1974 - Time Is Like a River/You Said You Would
- 1975 - You Said You Would/Good Old Fashioned Dream
- 1976 - Alone Again or/The Castle
- 1994 - Girl On Fire/Midnight Sun